# بیس(پیناکولاتو)دی‌بور
بیس (پیناکولاتو) دی‌بور (به انگلیسی: Bis(pinacolato)diboron) یک ترکیب کووالانسی است که شامل دو اتم بور و دو لیگاند پیناکولاتو است. فرمول شیمیایی آن [(CH3)4C2O2B]2 است. گاهی اوقات گروه‌های پیناکول به صورت "pin" مخفف می‌شوند، بنابراین ساختار گاهی اوقات به صورت B2pin2 نیز نشان داده می‌شود. این ماده به صورت جامد بی رنگ است که در حلال‌های آلی، انحلال‌پذیر است. به عنوان یک واکنشگر به صورت تجاری در دسترس بوده و برای تولید یپیناکول بورونیک استرها که در سنتز آلی کاربرد دارد، استفاده می‌شود. برخلاف برخی دیگر از ترکیبات دی‌بور، B2pin2 نسبت به رطوبت حساس نیست و می‌توان آن را در هوای محیط نگه داری کرد.